# Comtat de Santa Cruz
|  | Per a altres significats, vegeu «Comtat de Santa Cruz (Arizona)». |

El Comtat de Santa Cruz és un comtat dels Estats Units de Califòrnia, a la costa de l'oceà Pacífic dels Estats dels Estats Units a la costa central de Califòrnia. El comtat forma la costa del nord de la badia de Monterey. El Comtat de Monterey forma la costa del sud. Segons el cens dels Estats Units del 2010, la seva població era de 262.382. La seu del comtat és Santa Cruz.

## Història
El Comtat de Santa Cruz era un dels comtats originals de Califòrnia, creat el 1850. En l'acte original, al comtat se li donava el nom de "Branciforte" després del pueblo espanyol fundat allà el 1797; un curs d'aigua essencial al comtat, Branciforte Creek, té aquest nom. Menys de dos mesos més tard, el nom fou canviat a "Santa Cruz" ("Santa Creu"). La Missió de Santa Cruz, establerta el 1791 i completada en 1794, fou destruïda per un terratrèmol el 1857, però una rèplica d'escala més petita fou bastida el 1931.

## Geografia
Segons el cens de 2000, el comtat tenia una àrea total de 607,16 milles quadrades, de les quals 445,24 milles quadrades (un 73,33%) és terra ferma i 161,92 milles quadrades (26,67%) és aigua.
Dels comtats de Califòrnia, només San Francisco és més petit.
El comtat és una franja d'uns 16 km d'ample entre la costa i la carena de les Muntanyes de Santa Cruz a l'extrem nord de la badia de Monterey. Es pot dividir en quatre regions: la costa nord abrupta; la regió urbanitzada per les localitats de Santa Cruz, Soquel, Capitola i Aptos; la regió muntanyosa de Bonny Doon, San Lorenzo River Valley; i el fèrtil sud del comtat, incloent-hi Watsonville. L'agricultura es concentra a les terres baixes costaneres del comtat. La majoria de la línia de costa és flanquejada per penya-segats.

### Ciutats i pobles
Ciutats incorporadesCapitola, Santa Cruz, Scotts Valley, Watsonville
Ciutats no-incorporades i comunitatsAmesti, Aptos, Aptos Hills-Larkin Valley, Ben Lomond, Bonny Doon, Boulder Creek, Brookdale, Corralitos, Davenport, Day Valley, Felton, Freedom, Interlaken, La Selva Beach, Live Oak, Mount Hermon, Opal Cliffs, Rio del Mar, Soquel, Pasatiempo, Twin Lakes

## Demografia
El cens dels Estats Units del 2010 informava que Comtat de Santa Cruz tenia 262.382 habitants. La distribució racial de Comtat de Santa Cruz era 190.208 (72,5%) blancs, 2.766 (1,1%) afroamericà, 2.253 (0,9%) amerindis, 11.112 (4,2%) asiàtic, 349 (0,1%) Illenc Pacific, 43.376 (16,5%) d'altres races, i 12.318 (4,7%) des de les dues o més races. Hispà o llatí de qualsevol raça eren 84 persones de 84.092 (un 32,0%).
Segons el cens de 2000, al comtat hi havia 255.602 habitants, 91.139 domicilis habitats, i 57.144 famílies,144 que residien al comtat. La densitat de població era de 574 persones per milla quadrada (222 hab./km²). Hi havia 98.873 unitats d'allotjament amb una densitat mitjana de 222 per square mile (86/km²;).
Hi havia 91.139 cases de les quals un 31,90% tenien menors de 18 anys vivint-hi, un 48,00% eren matrimonis, un 10,20% tenien una dona sense sense marit, i un 37,30% no eren famílies. El 25,10% només hi vivia una persona i en un 8,20% hi vivia un major de 65 anys sol. El nombre d'habitants mitjà per domicili era 2,71 i la mida familiar mitjana era de 3,25.
Al comtat, la població es distribuïa amb un 23,80% menors de 18 anys, un 11,90% entre 18 i 24, un 30,80% de 25 a 44, un 23,50% de 45 a 64, i 10,00% eren majors de 65 anys. L'edat mediana era de 35 anys. Per a cada 100 dones hi havia 99,70 homes. Per cada 100 dones majors de 18 anys hi havia 97,80 homes.
Els ingressos mitjans per a una casa al comtat eren $53.998, i els ingressos mitjans per a una família eren $61.941. Els homes tenien uns ingressos mitjans de $46.291 contra $33.514 per a les dones. La renda per capita per al comtat eren $26.396. Al voltant d'un 6,70% de famílies i un 11,90% de la població eren per sota del llindar de pobresa, incloent-hi un 12,50% de menors de 18 anys i un 6,30% de 65 o més anys.
Els residents de Comtat de Santa Cruz tendeixen a tenir un elevat nivell educatiu. El 38,3% dels majors de 25 anys tenien el grau de batxillerat com a mínim, significativament més alt que la mitjana nacional d'un 27,2% i la mitjana estatal d'un 29,5%.